# Festival international du film indépendant de Bordeaux 2016
La cinquième édition du Festival international du film indépendant de Bordeaux se déroulera du 13 au 19 octobre. 
Le film annonce est réalisé par Mikhaël Hers, réalisateur de Ce sentiment de l'été qui a obtenu le Grand Prix du Jury Domaine Clarence Dillon lors de l'édition 2015 du festival et met en scène Luna Picoli-Truffaut, petite-fille du réalisateur François Truffaut,.
Les séances se dérouleronts à l'Utopia Saint-Siméon, au Rocher de Palmer (séance d'ouverture) et au Méga CGR Le Français (clôture du festival).
La séance d'ouverture présentera le film Ouvert la nuit d'Édouard Baer et en présence de ce dernier, le 13 octobre 2016. Orpheline d'Arnaud des Pallières sera quant à lui le film de clôture le mardi 18 octobre 2016.

## Compétition

### Longs-métrages
| Titre                    | Réalisation                        | Distribution                                                           | Pays                         |
| ------------------------ | ---------------------------------- | ---------------------------------------------------------------------- | ---------------------------- |
| Animal Político          | Tião                               | Rodrigo Bolzan, Elisa Heidrich, Victor Laet, Thiago Gonçalo Da Silva   | Portugal                     |
| Grave                    | Julia Ducournau                    | Garance Marillier, Ella Rumpf, Rabah Naït Oufella, Laurent Lucas       | France                       |
| Bonheur Académie         | Alain Della Negra, Kaori Kinoshita | Laure Calamy, Michèle Gurtner, Arnaud Fleurent-Didier, Benoît Forgeard | France                       |
| Hair                     | Mahmoud Ghaffari                   | Shabnam Akhlaghi, Zahra Bakhtiyari, Shirin Akhlaghi                    | Iran                         |
| Lettres de la Guerre     | Ivo M. Ferreira                    | Miguel Nunes, Ricardo Pereira, Tiago Aldeia, Margarida Vila-Nova       | Portugal                     |
| Porto                    | Gabe Klinger                       | Anton Yelchin, Lucie Lucas, Paulo Calatré, Françoise Lebrun            | Portugal, France, États-Unis |
| Fear Itself              | Kasia Roslaniec                    | Magdalena Berus, Łukasz Simlat, Tygo Gernandt, Hanna Koczewska         | Royaume-Uni                  |
| Satan Said Dance         | Leyla Bouzid                       | Baya Medhaffer, Ghalia Benali, Montassar Ayari                         | Pologne                      |
| Nelly                    | Anne Émond                         | Mylène Mackay, Mylia Corbeil-Gauvreau, Mickaël Gouin, Sylvie Drapeau   | Canada                       |
| Hedi, un vent de liberté | Mohamed Ben Attia                  | Majd Mastoura, Rym Ben Messaoud, Sabah Bouzouita, Hakim Boumessaoudi   | Belgique, Tunisie            |

### Contrebandes
Compétition spécifique aux films français/francophones, à micro-budget et sans distributeurs. Cette compétition comprend aussi longs, moyens et courts-métrages, se classant dans la fiction ou le documentaire.
| Titre                   | Réalisation                      | Distribution                                                                      | Pays                          |
| ----------------------- | -------------------------------- | --------------------------------------------------------------------------------- | ----------------------------- |
| Naturellement           | Lucie Clayssen                   | Nina Meurisse, Baptiste Chabauty, Nadia Moussa, Anne Le Guernec                   | France                        |
| UFE (UnFilmEvenement)   | César Vayssié                    | Marc-Antoine Allory, Sarah Amrous, Clara Chabalier, Noémie Develay-Ressiguier     | France                        |
| HEIS (Chroniques)       | Anaïs Volpé                      | Anaïs Volpé, Matthieu Longatte, Émilia Dérou-Bernal, Akéla Sari, Alexandre Desane | France, Chine, États-Unis     |
| Overlanders             | Nelson Bourrec Carter            | Camille Ayme, Céline Cros, Stephen Roberts, Luna Picoli-Truffaut                  | France                        |
| Kuwait                  | Pierre Feytis                    | Nagisa Morimoto, Hafid F. Benamar, Jacques Frantz                                 | France                        |
| Réponses au brouillard  | François Hebert, Olivier Strauss | Théophane Batton                                                                  | France                        |
| The Open                | Marc Lahore                      | James Northcote, Maria Levasseur-Costil, Pierre Benoist                           | France, Belgique, Royaume-Uni |
| Nelly                   | Anne Émond                       | Mylène Mackay, Mylia Corbeil-Gauvreau, Mickaël Gouin, Sylvie Drapeau              | Canada                        |
| The Fox Is Not A Coward | Ephrem Koering                   | Maxime Trousset, Florian Bertaud, Maxime Devoye, Sébastien Kubiak                 | France                        |

### Courts-métrages
| Titre                | Réalisation                                         | Distribution                                                         | Pays             |
| -------------------- | --------------------------------------------------- | -------------------------------------------------------------------- | ---------------- |
| Appels Téléphoniques | Francisco Rodriguez                                 | Sylvain Lambinet, Dominique Carbogno, Ignacio Flores, Isabelle Putod | France, Chili    |
| Notre héritage       | Jonathan Vinel en collaboration avec Caroline Poggi | Lucas Doméjean, Sarah-Megan Allouch, Tony Caliano, Kelly Pix         | France           |
| The Hunchback        | Gabriel Abrantes, Ben Rivers                        | Carloto Cotta, Gustavo Sumpta, Anton Skrzypiciel, Norman MacCallum   | Portugal, France |
| Peripheria           | David Coquard-Dassault                              | David Coquard-Dassault, Patricia Valeix                              | France           |
| Noyade interdite     | Mélanie Laleu                                       | Diana Fontannaz, Esteban                                             | France           |
| Decorado             | Alberto Vázquez                                     | Josep Ramos, Mireia Faura, Angel Gomez, Kepa Cueto                   | France, Espagne  |
| Campo de viboras     | Cristèle Alves Meira                                | Ana Padrão, Sónia Martins, Simão Cayatte, Ludovic Berthillot         | France, Portugal |
| Chasse royale        | Lise Akoka, Romane Gueret                           | Angélique Gernez, Eddhy Dupont, Dhalia Humbert, Julie Lhomme         | France           |
| Que vive l'Empereur  | Aude Léa Rapin                                      | Jonathan Couzinié, Antonia Buresi                                    | France           |
| Je suis Gong         | Laurie Lassalle                                     | Adil Dehbi, Dolores Luvissa, Amir Dine, Bahia Hassani                | France           |

## Palmarès

### Longs-métrages
- Grand Prix du Jury Domaine Clarence Dillon : Hedi, un vent de liberté de Mohammed Ben Attia
- Prix du Jury Deuxième Regard : Animal Politico de Tiao
- Prix du Syndicat Français de la Critique de Cinéma : Fear Itself de Kasia Roslaniec
- Prix du Jury Erasmus+ : Hedi, un vent de liberté de Mohammed Ben Attia

### Courts-métrages
- Prix du meilleur court métrage: Chasse royale de Lisa Akoka et Romane Gueret